# توم يوهانسن
توم يوهانسن (بالنرويجية البوكمول: Tom Johannessen)‏ هو لاعب كرة قدم نرويجي في مركز الدفاع، ولد في 28 يوليو 1933 في فريدريكستاد في النرويج، وتوفي في 12 يناير 1991. شارك مع منتخب النرويج لكرة القدم. أما مع النوادي، فقد لعب مع نادي فريدريكستاد.